# Лисаковск
Лисако́вск (каз. Лисаков) — город в Костанайской области Казахстана. Расположен на правом берегу реки Тобол (приток Иртыша).

## История
Своим возникновением город обязан Лисаковскому железорудному месторождению, открытому в 1949 году. Город и горно-обогатительный комбинат начали строить на пустом месте в степи и через десять лет, в 1971 году посёлок Лисаковск стал городом.
В середине 1980-х годов началось строительство завода химического волокна, но строительство прервалось после распада СССР.
В начале 1990-х годов Лисаковский горно-обогатительный комбинат оказался в критическом положении из-за резкого падения спроса на железный концентрат в металлургической промышленности Казахстана и России. Городским властям пришлось принимать неординарные шаги по сохранению экономики Лисаковска и развитию новых производств.
Верховный Совет Республики Казахстан 30 июня 1992 года принял Постановление № 1467-XII «О создании Лисаковской свободной экономической зоны». Начинается поиск новых методов работы в условиях рыночной экономики. В городе были созданы предприятия выпускающие более 40 наименований продукции (ПО «Арай», ПФ «Арай», МП «Жулдыз»). В 1996 году Постановление утратило силу.

### Археология
В 1984 году на территории современного города были обнаружены поселение и могильник эпохи бронзы. Комплекс датируется XV—XVIII веками до нашей эры и относится к племенам андроновской культуры. За годы исследований было вскрыто более 2000 м² поселения и раскопано более полутораста погребальных сооружений в виде курганов и каменных оград. Эти находки характеризуют основные системы жизнеобеспечения и религиозные представления местных племен середины второго тысячелетия до нашей эры, населявших степную зону Верхнего Притоболья. В коллекцию городского музея, где хранится основная часть находок, входят более 200 керамических сосудов, 30 золотых ювелирных изделий в форме колец, более 40 бронзовых украшений (кольца, браслеты, украшения для кос), каменные, костяные, бронзовые орудия труда. На Лисаковском могильнике было найдено и изучено более ста погребальных конструкций. Найдены детали погребального обряда, поражающие своей сохранностью: остатки деревянных конструкций, фрагменты текстиля, плетения, войлока. Одной из редких находок является идол антропоморфной формы. Раскопки «Кургана вождя» демонстрируют сложную космогоническую идею, заложенную в архитектурном исполнении кургана. Городская администрация поддерживает исследования ученых-археологов в окрестностях города и логическим продолжением этой работы считает создание эколого-культурного центра «Тумар», как экспериментального комплекса туристических, образовательных, этнографических объектов.

## Символика
Герб Лисаковска принят в 1995 году. На гербе изображено синее небо с солнцем, под которым бежит лиса — символ города. Под лисой тёмно-коричневая полоска, сливающаяся с рамкой герба, символизирует плодородную, богатую различными полезными ископаемыми землю.

## Административно-территориальное деление
К территории города относятся: город Лисаковск, посёлок Октябрьский, село Красногорское. Общая площадь города 0,1 тыс. км². В 2021 году решением областного маслихата село Красногорское передано в административное подчинение Камыстинскому району Костанайской области.

## География
Расположен Лисаковск в верховье реки Тобол, в 18 километрах южнее станции Тобол, в 120 километрах к юго-западу от областного центра города Костаная, и в 70 километрах от границы с Россией.

## Население
| Численность населения городской администрации | Численность населения городской администрации | Численность населения городской администрации | Численность населения городской администрации | Численность населения городской администрации | Численность населения городской администрации | Численность населения городской администрации | Численность населения городской администрации | Численность населения городской администрации | Численность населения городской администрации | Численность населения городской администрации | Численность населения городской администрации | Численность населения городской администрации | Численность населения городской администрации | Численность населения городской администрации |
| 1991                                          | 1992                                          | 1993                                          | 1994                                          | 1995                                          | 1996                                          | 1997                                          | 1998                                          | 1999                                          | 2000                                          | 2001                                          | 2002                                          | 2003                                          | 2004                                          | 2005                                          |
| --------------------------------------------- | --------------------------------------------- | --------------------------------------------- | --------------------------------------------- | --------------------------------------------- | --------------------------------------------- | --------------------------------------------- | --------------------------------------------- | --------------------------------------------- | --------------------------------------------- | --------------------------------------------- | --------------------------------------------- | --------------------------------------------- | --------------------------------------------- | --------------------------------------------- |
| 48,4                                          | ↘48,2                                         | ↘47,9                                         | ↘46,4                                         | ↘44,8                                         | ↘43,8                                         | ↘41,6                                         | ↘39,294                                       | ↘37,968                                       | ↘37,546                                       | ↗37,896                                       | 38.200                                        | 39,369                                        | ↗40,421                                       | ↗41,134                                       |
| 2006                                          | 2007                                          | 2008                                          | 2009                                          | 2010                                          | 2011                                          | 2012                                          | 2013                                          | 2014                                          | 2015                                          | 2016                                          | 2017                                          | 2018                                          | 2019                                          |                                               |
| ↗41,445                                       | ↗41,547                                       | ↘40,696                                       | ↗40,817                                       | ↗40,883                                       | ↗40,946                                       | ↗41,019                                       | ↗41,257                                       | ↗41,331                                       | ↗41,356                                       | ↘41,094                                       | ↘40,842                                       | ↘40,541                                       | ↘40,239                                       |                                               |

Национальный состав населения городской администрации Лисаковска (на начало 2023 года):
- русские — 15 671 чел. (45,06 %)
- казахи — 9371 чел. (26,94 %)
- украинцы — 5059 чел. (14,55 %)
- немцы — 2327 чел. (6,69 %)
- белорусы — 810 чел. (2,33 %)
- татары — 488 чел. (1,40 %)
- башкиры — 145 чел. (0,42 %)
- молдаване — 101 чел. (0,29 %)
- поляки — 90 чел. (0,26 %)
- мордва — 84 чел. (0,24 %)
- корейцы — 72 чел. (0,21 %)
- азербайджанцы — 65 чел. (0,19 %)
- удмурты — 64 чел. (0,18 %)
- чуваши — 44 чел. (0,13 %)
- другие — 390 чел. (1,12 %)
- Всего — 34 781 чел. (100,00 %)

## Экономика
Город — крупный производственный центр горнорудной промышленности Костанайской области. Градообразующее предприятие: Лисаковский горно-обогатительный комбинат.
За январь-май 2010 года промышленными предприятиями всех форм собственности произведено продукции на общую сумму 8289,3 млн тенге, что составляет 148,5 % к январю-маю 2009 года.
В горнодобывающей промышленности за отчётный период произведено продукции на 6292,7 млн тенге, что выше соответствующего уровня прошлого года в 1,75 раза. По сравнению с январем-маем 2009 года добыча железной руды (в натуральном выражении) увеличилась на 0,8 %, бокситов — на 9,5 %, выемка цинковой руды увеличилась в 4,5 раза.
Удельный вес горнодобывающей отрасли в общегородском объёме составил 75,9 %.
В обрабатывающей промышленности за январь-май 2010 года произведено продукции на 1307 млн тенге, что ниже соответствующего периода прошлого года на 4,6 %. В объёме обрабатывающей промышленности 80,1 % приходится на производство пищевых продуктов (включая напитки и табак): пищевой продукции произведено на 1046,7 млн тенге. Удельный вес обрабатывающей отрасли в общегородском объёме составил 15,8 %.
В отрасли машиностроения в январе-мае т.г. произведено 4 сельскохозяйственных жатки. Сборка жаток осуществляется при поступлении заказа.
В швейной промышленности швейных изделий произведено 1716 ед. на сумму 4,5 млн тенге. Увеличилось производство плёнки полиэтиленовой (139,1 %), гофрокартона (104,1 %), мебели и деревянных изделий на 2,2 % (в денежном выражении).
В сфере распределения электроэнергии, газа и воды объём производства составил 689,6 млн тенге.
По состоянию на 1 января 2018 года в городе зарегистрировано 447 предприятий, из них 4 крупных, 305 предприятий среднего и малого бизнеса, 36 предприятий с иностранным участием. В городе сосредоточено 5 % всего промышленного производства области. В 2017 году произведено промышленной продукции на сумму 37,7 млрд тенге. В промышленном производстве занято около 6,0 тыс. человек. Горнодобывающую промышленность представляют такие предприятия как: филиал АО «Алюминий Казахстана» КБРУ (добыча бокситов), Лисаковский филиал ТОО «Оркен» (производство железорудного концентрата), ТОО «Шаймерден» (цинковая руда). В обрабатывающей промышленности ТОО «Алтын Омир» (производство пива, хлебобулочных изделий), ЛФ ТОО «ДЕП» (производство кисломолочной продукции, сгущенного молока), ТОО «Элохим кондитерский цех» (производство кондитерских изделий). В машиностроении ТОО «Дон Мар» (производство сельскохозяйственных жаток, опрыскивателей, запасных частей, посевных комплексов). В индивидуальном предпринимательстве занято около 2-х тысяч человек.

### Транспорт
В четырёх километрах от города проходит национальная автодорога  A22 Карабутак — Комсомольское — Денисовка — Рудный — Костанай. Протяжённость автомобильных дорог города 57,2 км.
Железнодорожная связь с Россией, регионами Центральной Азии и Китаем осуществляется через станции Майлина и Тобол по Южно-Сибирской магистрали.

## Социальная сфера
В городе функционирует 8 школ, с контингентом учащихся 3,7 тыс. человек, 8 детских дошкольных учреждений (7 государственных, 1  частный), и 1 мини-центр, в которых воспитывается 14 детей. Имеются детская музыкальная школа, детская художественная школа, Центр детского и юношеского творчества, дворовые клубы.
В сфере высшего образования функционирует Лисаковский Факультет Дистанционного обучения Рудненского индустриального института, в котором обучаются более 300 студентов очного и заочного отделения. Подготовку специалистов со средним профессиональным образованием и рабочих кадров осуществляет Лисаковский технический колледж с общей численностью учащихся 0,8 тыс. человек.
Государственная сеть культуры насчитывает 4 библиотеки, 2 Дома культуры, 1 музей.
Имеется 95 спортивных объектов, из них: 2 стадиона, 2 спортивных комплекса, 1 плавательный бассейн, 19 спортивных залов, 3 стрелковых тира, 44 плоскостных сооружений, 2 хоккейных корта, 5 теннисных кортов и 11 встроенных спортивных залов.
Учреждения среднего образования:
- ГУ «Средняя школа № 1 отдела образования акимата города Лисаковска» (со спортивным уклоном),
- ГУ «Школа-гимназия отдела образования акимата города Лисаковска» (с углубленным изучением английского языка),
- ГУ «Средняя школа № 3 отдела образования акимата города Лисаковска» (занятия ведутся на государственном языке),
- ГУ «Средняя школа № 4 отдела образования акимата города Лисаковска» (спонсируется Альбертом Павловичем Рау),
- ГУ «Школа-лицей отдела образования акимата города Лисаковска» (с углубленным изучением математики),
- ГУ «Средняя школа № 6 отдела образования акимата города Лисаковска» (естественно-математического направления),
- ГУ «Интернат города Лисаковска».

Детские дошкольные учреждения:
- детский сад «Дельфинчик»,
- детский сад «Ивушка»,
- детский сад «Мурагер»,
- детский сад «Улыбка»,
- детский сад «Балапан» (открыт 1 августа 2013 года),
- детский сад «Балакай» (открыт в конце 2014 года),
- детский сад «Нурлы жол» (открыт в августе 2016 года).

Кроме того, функционируют следующие образовательные учреждения:
- Факультет дистанционного обучения Рудненского индустриального института,
- Лисаковский технический колледж,
- Межшкольный учебный производственный комбинат,
- Станция юных натуралистов (единственная в области),
- Станция юных техников.

## Главы города

### Председатели исполкома

#### поселкового Совета
1. Белич В. Ф. 1967—1969 гг. — первый председатель исполкома Лисаковского поссовета депутатов трудящихся.
2. Близниченко В. С. 1969—1971 гг. — председатель Лисаковского поселкового Совета.

#### городского Совета
1. Мотрич С. А. 1971—1973 гг.
2. Коваленко В. П. 1973—1987 гг.
3. Доронин П. Е. 1987—1988 гг.
4. Шпак А. П. 1988—1991 гг.

### Акимы
1. Баженов М. В. 1991—1994 гг. — глава городской администрации)
2. Рау А. П. 1994—2004 гг. (глава городской администрации, аким с 1995 года)
3. Полешко В. А. 13.12.2004—29.08.2009 гг.
4. Радченко В. Н. 2009—2013 гг.
5. Жундубаев М. К. 02.2013—09.2015 гг.
6. Исмагулов А. Е. с 09.2015—05.2021 гг.[9]
7. Ибраев А. С. с 05.2021 г.[10][11]

## Город-побратим
- Тавда (Свердловская область, Россия)[12]